# Huta Galuh
Huta Galuh is een bestuurslaag in het regentschap Serdang Bedagai van de provincie Noord-Sumatra, Indonesië. Huta Galuh telt 716 inwoners (volkstelling 2010).